# Шеломов, Николай Павлович
Николай Павлович Шеломов (9 [22] мая 1908, Санкт-Петербург — 23 мая 1990) — советский архитектор. Кандидат архитектуры.

## Биография

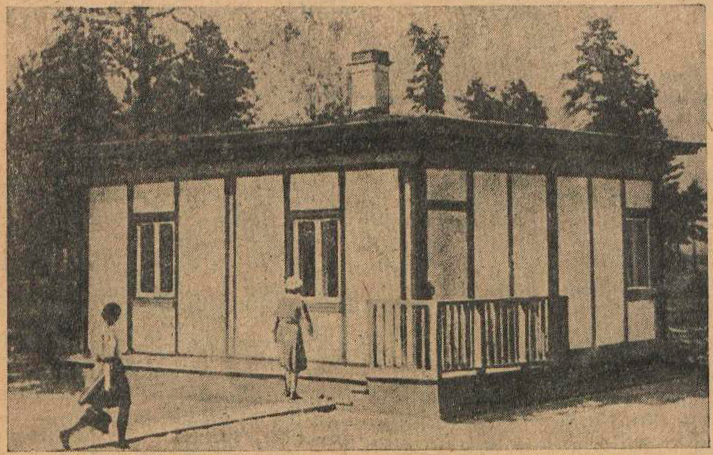
Двухквартирный жилой дом из гипсореечных несущих плит.
Нижний Тагил. 1944.

Родился 9 (22) мая 1908 года в Санкт-Петербурге. В 1931 году окончил Ленинградский институт инженеров коммунального строительства. В 1932 году поступил на курсы повышения квалификации (5-й курс) при архитектурном факультете Ленинградского института живописи, скульптуры и архитектуры. В 1934 году окончил институт со званием архитектора-художника, защитив диплом на тему «Проект речного вокзала в городе Горьком». В том же году вступил в Союз архитекторов СССР.
Свою творческую деятельность в качестве архитектора начал в 1932 году, занявшись разработкой первых в СССР рекомендаций и норм проектирования кинотеатров, театров и цирков. В 1933—1938 годах разрабатывал серию индивидуальных, экспериментальных и типовых проектов городских и сельских кинотеатров, спортивных и туристских баз. Выполнил проекты реконструкции кинотеатров «Аврора», «Колизей», «Молния» в Ленинграде и «Ударник», «Колизей» в Москве. В тот же период защищает диссертацию на соискание учёной степени кандидата архитектуры. В 1938-1941 годах руководил разработкой проектов интерьеров Дворца Советов в Москве.
После начала Великой Отечественной войны воевал в рядах народного ополчения, строил авиационные заводы, принимал участие в восстановлении Сталинграда. Затем принимал участие в создании домостроительных комбинатов, занимался разработкой проектов и организацией массового строительства сборных жилых и культурно-бытовых зданий. За эти заслуги он был удостоен медали «За трудовую доблесть» (1944) и ордена Красной Звезды (1945). С 1946 года совместно с А. П. Великановым занимался восстановлением центра Вильнюса, в частности, Советской площади. Автор проекта Дома правительства в Вильнюсе. Принимал участие в разработке проектов планировки крупных посёлков Кузбасса и Кемерова. Проектировал города и посёлки при крупных ГЭС — Братской, Горьковской и Чебоксарской.
С 1958 года Н. П. Шеломов полностью посвятил себя вопросам организации отдыха населения страны. Возглавляя отдел науки и экспериментального проектирования лечебно-курортных зданий в ЦНИИЭП, он разработал принципиально новые подходы к организации рекреационных территорий. Н. П. Шеломов первым поднял вопрос о создании единой системы рекреации в СССР и сформулировал основные принципы её формирования. Эти принципы легли в основу экспериментальных проектов, включая летние городки отдыха на 1, 2 и 5 тысяч мест, а также крупнейший комплекс пансионатов на 7 тысяч мест в Адлере, спроектированный Н. П. Шеломовым.
В период с 1964 по 1968 годы Николай Павлович занимался анализом состояния и перспектив развития курортов Черноморского побережья, изучал проблемы массового отдыха и туризма, а также вопросы рационального использования природных ресурсов для этих целей. Он разработал ключевые положения и программу для создания генеральной схемы размещения и развития рекреационных и курортных зон. Н. П. Шеломов также является автором проектов перспективного развития таких известных курортов, как Сочи, Ялта, Кавказские Минеральные Воды и Юрмала.
В 1970 году Н. П. Шеломов возглавил отдел типологии учреждений отдыха и туризма в МНИИП объектов культуры, отдыха, спорта и здравоохранения. Под его руководством коллектив занимался изучением проблем организации отдыха населения Московской агломерации. Н. П. Шеломов развивал ранее выдвинутые идеи, уделяя особое внимание вопросам охраны окружающей среды и обеспечения высококачественного рекреационного обслуживания для всех жителей.
Н. П. Шеломов, будучи руководителем отдела объектов отдыха и туризма, предложил комплексный подход к решению вопросов санаторного лечения, отдыха и туризма для жителей Москвы в пределах Центрального экономического района. Он также принимал активное участие в разработке технико-экономического обоснования Генерального плана Москвы, проектировании подмосковного пионерлагеря «Артек» и создании проектов рекреационных комплексов. Под его руководством были выполнены значимые научно-исследовательские работы, такие как «Проблема организации комплексной системы отдыха населения Московской агломерации на территории Центрального экономического района» и «Рекомендации по проектированию и строительству крупных рекреационных комплексов».
Умер 23 мая 1990 года.

## Сочинения
- Сборные жилые дома. Из опыта строительства на Урале // Архитектура СССР. — 1944. — № 6.
- Курортный городок в Адлере // Архитектура СССР. — 1961. — № 5.